# De Graflegging (Michelangelo)
De Graflegging is een onvoltooid schilderij van de Graflegging van Christus toegeschreven aan de Italiaanse kunstschilder Michelangelo. De kunstenaar schilderde het werk vermoedelijk in 1500-1501. Het schilderij bevindt zich in de National Gallery in Londen.
De toeschrijving van het werk aan Michelangelo is altijd reden van discussie geweest, maar over het algemeen wordt het nu als een authentiek vroeg werk van hem gezien. Volgens sommigen is het door een van Michelangelo's leerlingen geschilderd naar een tekening van de meester, of is het een directe imitatie van een verloren gegaan origineel .
Volgens documenten die in 1981 ontdekt werden, was Michelangelo gevraagd om een werk te schilderen voor de kerk van Sant'Agostino in Rome, maar gaf de artiest het honorarium daarvoor later terug. Hoewel het onzeker blijft, gaat het hier hoogstwaarschijnlijk om De Graflegging, dat onvoltooid bleef bij Michelangelo's terugkeer naar Florence. Het werk is ook vanuit Rome in Londen terechtgekomen.
Beeldhouwwerk: Madonna della scala (ca. 1491) · Strijd van de centauren (1492) · Crucifix (1492) · Sint Proculus · Sint Petronius · Bacchus (1497) · Pietà (ca. 1498-1499) · Madonna met kind (1501-1504) · David (ca. 1501-1504) · Tondo Pitti (1503) · Beelden van Paulus en Petrus op het Piccolomini-altaar, 1503 en 1504 · Tadei Tondo (1504-1506) · Matteüs (1505) · Mozes (1513-1516) · Rebellerende Slaaf (ca. 1513) · Stervende Slaaf (ca. 1513) · Cristo della Minerva (1515-1521) · Nieuwe Sacristie · Giuliano de' Medici · de Dag · de Nacht · Lorenzo de'Medici · de Ochtend · de Avond · De Medici Madonna · Jonge Slaaf (1520-1523) · Atlas Slaaf (1520-1523) · Bebaarde Slaaf (1520-1523) · Ontwakende Slaaf (1520-1523) · Apollo (1530) · Hurkende jongen (1530-1534) · De Overwinning (1532-1534) · Brutus (1540) · Florence Pietà (1547-1553) · Rondanini Pietà (1550-1564) 

Schilderij: De Verzoeking van de H. Antonius (1487-1488) · Madonna met kind en St.-Johannes en de engelen (ca. 1497) · De Graflegging (1500-1501) · Tondo Doni (ca. 1504) · Plafond van de Sixtijnse Kapel (1508-1512) · Het laatste oordeel (1541) · De bekering van Paulus (1542-1545) · De kruisiging van Petrus (1546-1550) 

Architectuur: Biblioteca Medicea Laurenziana (Florence, 1525) · Piazza del Campidoglio (Rome, 1536-1546) · Koepel van de Sint-Pietersbasiliek (Rome, 1546-1564) · Santa Maria degli Angeli e dei Martiri (Rome, 1561) · Porta Pia (Rome, 1564)